# كشف (تصوف)
الكشف هو مفهوم صوفي يتعامل مع معرفة القلب بدلاً من الفكر. يصف الكشف حالة تجربة الوحي الإلهي الشخصية التي يجربها المريد بعد الصعود في النضالات الروحية، والكشف عن القلب (الأداة الروحية) للسماح للحقائق الإلهية بالتدفق إليها. وهو يؤدي إلى «اكتساب الألفة مع الأشياء غير المرئية المخفية وراء حجاب». فمن طهر قلوبهم، وتعرفوا على الأسماء والسمات الإلهية على أكمل وجه من خلال قدراتهم الفردية، يتم فتح حجاب العوالم الروحية البحتة، ويبدأون في اكتساب الألفة مع الغيب. في التصوف، توجد قدرة إضافية على الوحي تصبح بها الألغاز الإلهية واضحة للمريد من خلال ضوء معرفة الله. وهذا ما يسمى بالتجلي.

## الحجاب في الأعمال الإسلامية

### في القرأن
يعتبر الصوفية أن أيتين في القرآن هما الأساس الأكثر صلابة لتوضيح مفهوم الكشف الصوفي:
- سورة القاف 22: لَّقَدْ كُنتَ فِي غَفْلَةٍ مِّنْ هَٰذَا فَكَشَفْنَا عَنكَ غِطَاءَكَ فَبَصَرُكَ الْيَوْمَ حَدِيدٌ.
- سورة النجم 57-58: أَزِفَتِ الْآزِفَةُ * لَيْسَ لَهَا مِن دُونِ اللَّهِ كَاشِفَةٌ.

ورد مصطلح «كاشفة» في القرآن، لكن ليس «كشف»، عدة مرات بمعنى «الكشف» عن جزء من الجسم أو «إزالة» مثل عن مصيبة أو خطر.
'في الأحاديث'
هناك حديث يحمل أهمية خاصة لمفهوم الكشف :
2 - إن بين الله وبين الخلق سبعين ألف حجاب وأقرب الخلق إلى الله عز وجل جبريل وميكائيل ، وإسرافيل ، وإن بينهم وبينه أربع حجب : حجاب من نار ، وحجاب من ظلمة ، وحجاب من غمام ، وحجاب من الماء. 
كما أورده ابن ماجه على نحو مختلف قليلا:
«إن الله له سبعون ألفاً من حجاب النور وحجاب من الظلمة؛ لو دنوت من حجاب لاحترقت».
يقال أن علي بن أبي طالب صلى صلاة خلال شهر شعبان عرفت بالمناجاة الشعبانية قال فيها: «الهِي هَبْ لِي كَمالَ الانْقِطاعِ الَيْكَ، وَ أنِرْ أَبْصارَ قُلُوبِنا بِضِياءِ نَظَرِها الَيْكَ، حَتّى تَخْرِقَ أَبْصارُ الْقُلُوبِ حُجُبَ النُّورِ، فَتَصِلَ إلى مَعْدِنِ الْعَظَمَةِ وَ تَصِيرَ أَرْواحُنا مُعَلَّقَةً بِعِزِّ قُدْسِكَ.»

## الصوفية والكشف
أضاف آلقشيري إلى ما أورده الكلابادي بإيضاح التجلي «للجوهر الإلهي» يسمى المكاشفة ثم يوضح ثلاث مراحل مطلوبة للتقدم نحو فهم «الحق»:
1. المحاضرة - وضع النفس في موقف يوجهها نحو الغاية المنشودة، وهي ما تزال محجوبة في هذه المرحلة. وهذه المرحلة تتطلب دوراً للقلب، غير أنها تعتمد على تلقي البرهان بطريق العقل (أي فهم الله من خلال آياته الكونية).
2. المكاشفة - رفع الحجاب. وهنا تغيب المحاكمة العقلية أمام الدليل الواضح (القائم على الحدس). وهنا يتعرف الصوفي على صفات الله مباشرة. ومع ذلك، تبقى هذه المرحلة مرحلة وسيطة.
3. المشاهدة - الرؤية المباشرة. تتضمن هذه المرحلة مواجهة مباشرة مع الحق، دون وساطة الفكر أو الحدس، فتتحقق معاينة الجوهر الإلهي مباشرة.

يربط الغزالي بين الكشف والحدس. وبالنسبة له، فالمكاشفة لها معنيان:
1. حالة داخلية من النقاء ،وهي حالة ذاتية تتحقق من خلال كشف الحجب.
2. الحقائق الموضوعية التي تظهر من خلال هذا الكشف.

وهو يصف المكاشفة على أنها علم خاص بالغيب يتيحه «علم الأولياء». وهكذا، يعتبر الكشف «نورًا» ينعم به الله على العبد الطاهر، كما يتيح له من خلاله معرفة ثابتة قائمة على الحدس.
يشير ابن عربي إلى ضرورة «الكشف الإلهي» كوسيلة لفهم عالمية حقيقة الواقع عند الفناء (إبادة الذات)، تزول الأنا الفردية وتحدث مظاهر إلهية ذاتية. هذا التجسيد الذاتي هو أبدي لأنه يأتي من الله، ولكن يجب أن يعيد الإنسان تكوينه باستمرار في الوقت المناسب. لذلك، يصبح الإنسان مستقبلًا نقيًا مطلوبًا لتحقيق الوعي النقي. الإنسان هو نوع من البرزخ أو الوسيط بين الألوهية والمادية، بين الروح والمادة، ومنفتح على تجربة الكشف.
يقول الهجويري، مؤلف الكتاب الصوفي الفارسيكاشف المحجوب، إلى جانب الكشيري، أن القليل من الصوفيين الحقيقيين لم يعد لهم وجود في زمانه؛ بدلاً من ذلك، هناك عدد كبير من «المتظاهرين الزائفين» الذين يسميهم المستوصفون - «أي مدعوا الصوفية». وأنه «يجب رفع الحجاب» من أجل تنقية قلب المرء ومتابعة الصوفية حقًا. ويجادل بأهمية «الأخلاق» على «الممارسة الشعائرية» في الصوفية.

## الكشفوالشيعة
في المذهب الشيعي، يتم التعامل مع التجربة الروحية للكشف كبعد لاهوتي أكثر منه باطني.

## الجدل في العالم الإسلامي
يبقى مفهوم الكشف مثيرًا للجدل في العالم الإسلامي لأنه يشير إلى القدرة على «معرفة» الغير معروف. وفقًا للقرآن، يتعين على المسلمين أن يؤمنوا بالغيب (أي بـ الله)، لكن معرفة الغيب هي قوة يجب أن تنتمي إلى الله وحده. لكنه لا يتعارض مع القرآن لأن الله وحده لديه معرفة الغيب وإذا كان شخص آخر غير الله لديه تلك المعرفة، فهذا فقط لأنه أعطاه الله لهم.
يجادل الصوفيون كذلك بأن «المرشد الوحيد لله هو الله نفسه». إنهم يعتقدون أن كل عبادة حقيقية لديها القدرة على كشف النقاب (الوحي الشخصي)، ولكن هذا الوحي الشخصي يحدث بنعمة الله. يقول البعض، إذا فشل المصلين في كشف النقاب، «فهذا يشير إلى أن هذا الشخص يتصوف لسبب آخر غير حب الله وحده.» - ولكن هذا في الواقع، غير صحيح. كما يعتقد الصوفيون المتدينون أن تجربة كل فرد في الصوفية مختلفة، على غرار الطريقة التي يتمتع بها الأشخاص المختلفون برؤية أشياء مختلفة، لذلك يمكن للمرء أن يؤكد أن الكشف ليست بقدرة ممنوحة للجميع. الله في الواقع هو الذي يقوم بالكشف عن الستار بمجرد أن يتخلى الشخص عن جميع أشكال المعرفة الدنيوية ويكون قلبه خالصًا ومفتوحًا لله. إنها مشيئة الله لاختيار ما يراه الناس وما الذي يراه الناس.يصف ابن العربي هذا «التقبل الداخلي»  بالتجلي من الألغاز الإلهية، وجوهره المكشافة.

## المشائيين والصوفية
يجادل اتباع المدرسة المشائية، مثل ابن سينا والكندي والفارابي، بأن الفكر، من دون مساعدة بالكشف الإلهي، يكفي لكي يصل الإنسان إلى الحقيقة المطلقة.
يجادل الصوفيون، مثل أبو يزيد البسطامي وجلال الدين الرومي وابن عربي، على أن العقل البشري محدود وغير كاف ومضلل كوسيلة لفهم الحقيقة المطلقة. يتطلب هذا النوع من الفهم معرفة حميمة وشخصية ومباشرة ناتجة عن إزالة الحجاب الذي يفصل الإنسان عن الله كما وهبها الله نفسه للإنسان. هذا هو الكاشف .

## أنواع أخرى من الكشف
صنف الصوفيون المتأخرون معتمدين على المصطلحات التقليدية، الوحي على النحو التالي:
- الكشف الكوني وهو وحي على مستوى الأشياء المخلوقة، هو نتيجة لأعمال تدينية للروح الدنيا؛ يظهر واضحا في الأحلام والاستبصار.
- الكشف الإلهي، أو الوحي الإلهي، هو ثمرة العبادة المستمرة وتلميع القلب؛ يؤدي إلى معرفة عالم الأرواح وفي تشخيص قراءة الروح حتى يرى الصوفي أشياء مخفية ويقرأ الأفكار الخفية.
- الكشف العقلي، وهو الوحي عن طريق العقل، هو في الأساس أدنى درجة من المعرفة البديهية؛ يمكن تحقيقه من خلال تلميع الكليات الأخلاقية، ويحدث للفلاسفة ذوي الخبرة.
- الكاشف الإيماني، وهو الوحي من خلال الإيمان، هو ثمرة الإيمان التام بعد أن يقترب الإنسان من كمال النبوة. سوف يكون مباركاً بإدراكات إلهية مباشرة - وهو يتحدث مع الملائكة، ويلتقي بأرواح الأنبياء، ويرى ليلة القدر وبركات شهر رمضان في شكل إنساني في عالم المثال.[12]